# Hostal de l'Alba
L'antic Hostal de l'Alba és un edifici situat al carrer dels Carders, 45 i del Pou de la Figuera, 12 de Barcelona.

## Història

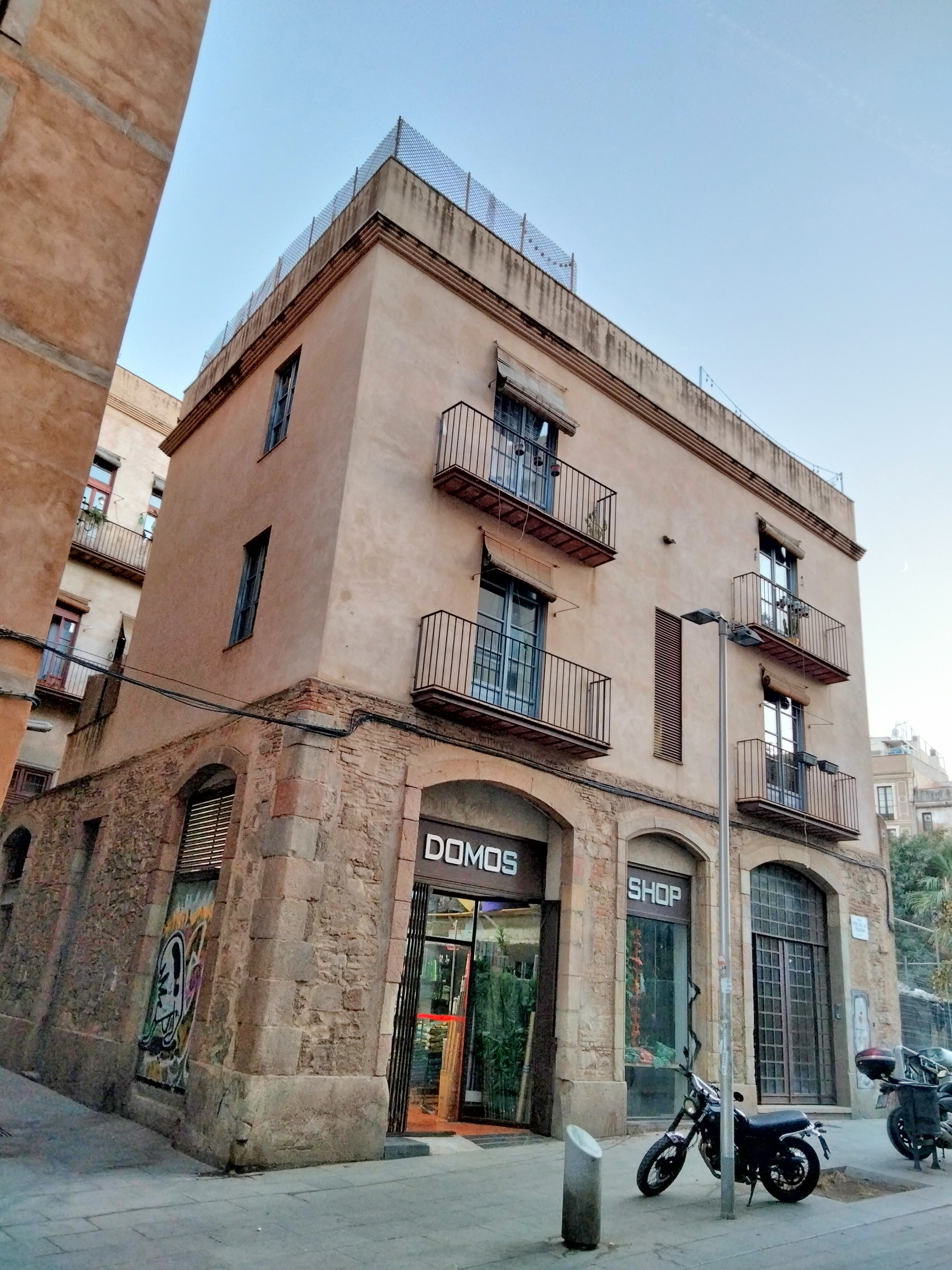
Façana del carrer del Pou de la Figuera

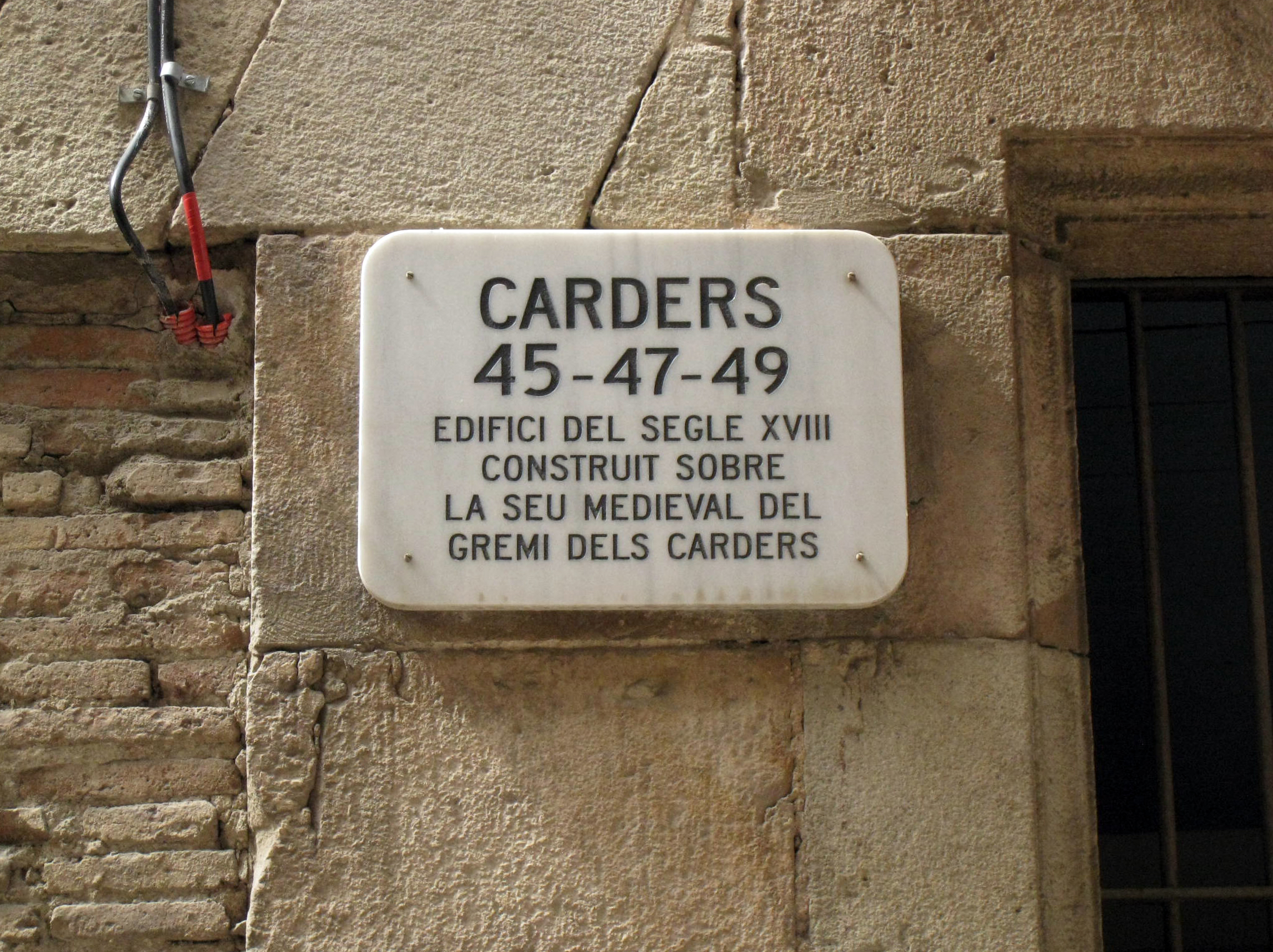
Placa commemorativa del nou edifici de Carders, 45-47-49

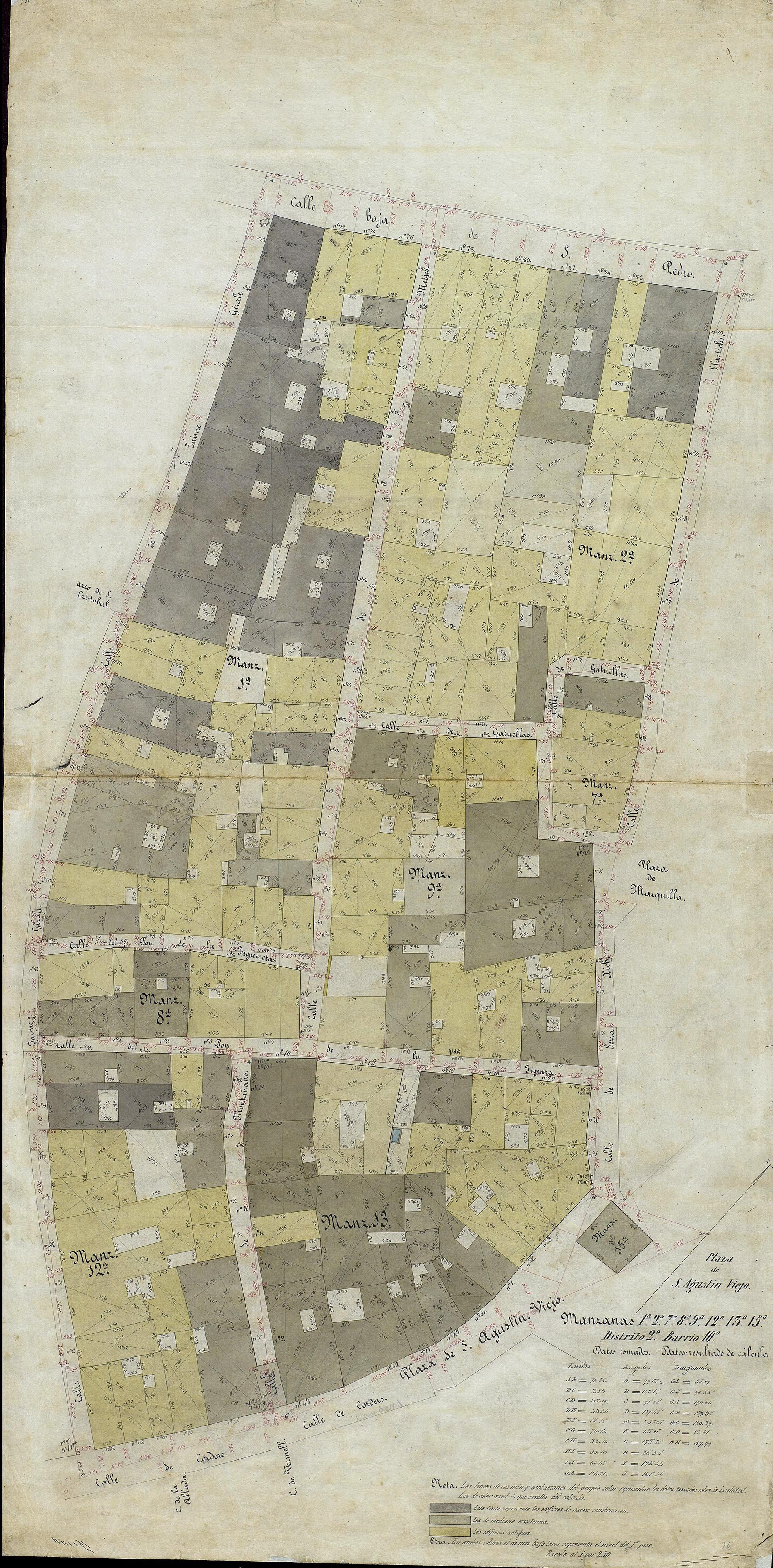
Quarteró núm. 26 de Garriga i Roca (c. 1860)

Originàriament, l'Hostal de l'Alba era situat a la zona enderrocada per a la construcció de la Ciutadella borbònica després de la desfeta de 1714 (vegeu Jaciment del Born), però a la primera meitat del segle xviii s'establí de nou en un edifici del carrer dels Carders. El 1750, la propietat va ser adquirida pel mestre de cases Josep Ribes i Ferrer, que morí el 1755. Al seu inventari post mortem figurava com a «un casalici ocupat per l'Hostal de l'Alba, amb façana als carrers de Carders, Volta de Montanyans i Pou de la Figuera».
El 1792, el seu fill Josep Ribes i Margarit i el seu net Josep Ribes i Aimar, ambdós arquitectes, el van establir en emfiteusi al taverner Domènec Tresserras, amb l'obligació d'invertir-hi 2.000 lliures en millores en el termini de vuit anys. El 1794, aquest va demanar permís per a remuntar-hi un pis a la banda del carrer dels Carders i construir-hi un cos d'edifici a l'hort que donava al carrer del Pou de la Figuera, segons el projecte del mestre de cases Jaume Flaquer.
El 1803 va adquirir al paleta Pau Bonastre i la seva esposa Josepa Delriu la casa núm. 6 del carrer de Montanyans, i el 1897 va demanar permís per a reedificar-la. El 1824, la seva filla Cecília Tresserras va demanar permís per a remuntar un tercer pis a la façana posterior que dona al carreró, segons el projecte del mestre de cases Jaume Fàbregas i Vieta, i novament el 1833 per a reconstruir el cos del carrer del Pou de la Figuera, segons el projecte del mestre d'obres Pere Calçada.
A mitjans del segle xix, l'hostal de Collblanc s'hi va incorporar al de l'Alba, passant a dir-se de l'Alba i Collblanc.
El 1862, Josep Vidal i Tresserras i la seva dona Manuela Firmat i Pujol vengueren la seva propietat, incloent la casa de la Volta de Montanyans, al paleta Joan Cahiz i Ferrer, el terrisser Josep Balasch i Mateu, el paleta Antoni Rius i Benages i al músic Joan Bosch i Dey. Posteriorment, la propietat va passar a mans de Pere Alberch i Solà, que el 1883 va fer construir un nou edifici d'habitatges als núms. 6-8 del carrer de Montanyans, segons el projecte del mestre d'obres Joaquim Sitjàs, ocupant així una part de la finca.
A principis del segle xx, l'hostal va ser arrendat a Pere Pagès, que li va canviar el nom pel de Siglo XIX. El novembre del 1929, Pere Alberch i Ruaix va demanar permís per a instal·lar-hi una bomba d'aigua moguda por un motor elèctric, però li fou denegat perquè el pou estava contaminat.
A principis del segle xxi, i després d'anys en desús, l'edifici fou reformat per una promotora immobiliària, que el va unir als immobles adjacents del núms. 47 i 49 del carrer dels Carders. Al costat de l'accés principal s'hi ha col·locat una placa que recorda l'existència de la seu del Gremi dels Carders en aquest indret, oblidant la història més recent.